# Liste der Wirtschaftsminister von Hessen
Dieser Artikel enthält eine Liste der Wirtschaftsminister von Hessen.

## Wirtschaftsminister Hessen (seit 1945)
| Name                                                                    | Amtsantritt                                                          | Kabinett                                  | Partei                              |
| Minister für Wirtschaft und Verkehr                                     | Minister für Wirtschaft und Verkehr                                  | Minister für Wirtschaft und Verkehr       | Minister für Wirtschaft und Verkehr |
| ----------------------------------------------------------------------- | -------------------------------------------------------------------- | ----------------------------------------- | ----------------------------------- |
| Rudolf Mueller                                                          | 1. November 1945                                                     | Geiler                                    | parteilos                           |
| Werner Hilpert (kommissarisch)                                          | 1. Oktober 1946                                                      | Geiler                                    | CDU                                 |
| Harald Koch                                                             | 20. Dezember 1946                                                    | Stock                                     | SPD                                 |
| Christian Stock (kommissarisch)                                         | 31. Oktober 1949                                                     | Stock                                     | SPD                                 |
| Minister für Arbeit, Landwirtschaft und Wirtschaft                      |                                                                      |                                           |                                     |
| Albert Wagner                                                           | 9. November 1949                                                     | Stock                                     | SPD                                 |
| Heinrich Fischer                                                        | 14. Dezember 1950                                                    | Zinn I                                    | SPD                                 |
| Minister für Arbeit, Wirtschaft und Verkehr                             |                                                                      |                                           |                                     |
| Heinrich Fischer                                                        | 14. Januar 1953                                                      | Zinn I                                    | SPD                                 |
| Gotthard Franke                                                         | 17. Dezember 1954                                                    | Zinn II                                   | GB/BHE                              |
| Minister für Wirtschaft und Verkehr                                     |                                                                      |                                           |                                     |
| Gotthard Franke                                                         | 11. Dezember 1958                                                    | Zinn III                                  | GB/BHE                              |
| Albert Osswald                                                          | 19. Dezember 1962                                                    | Zinn IV                                   | SPD                                 |
| Rudi Arndt                                                              | 16. September 1964 14. Dezember 1966                                 | Zinn IV Zinn V                            | SPD                                 |
| Minister für Wirtschaft und Technik                                     |                                                                      |                                           |                                     |
| Rudi Arndt                                                              | 3. Oktober 1969                                                      | Osswald I                                 | SPD                                 |
| Heinz Herbert Karry                                                     | 1. Dezember 1970 18. Dezember 1974 12. Oktober 1976 1. Dezember 1978 | Osswald II Osswald III Börner I Börner II | FDP                                 |
| Klaus-Jürgen Hoffie                                                     | 11. Mai 1981                                                         | Börner II                                 | FDP                                 |
| Heribert Reitz (kommissarisch)                                          | 28. September 1982                                                   | Börner II                                 | SPD                                 |
| Ulrich Steger                                                           | 4. Juli 1984                                                         | Börner III                                | SPD                                 |
| Alfred Schmidt                                                          | 24. April 1987                                                       | Wallmann                                  | FDP                                 |
| Minister für Wirtschaft, Verkehr und Technologie                        |                                                                      |                                           |                                     |
| Ernst Welteke                                                           | 5. April 1991                                                        | Eichel I                                  | SPD                                 |
| Minister für Wirtschaft, Verkehr, Technologie und Europaangelegenheiten |                                                                      |                                           |                                     |
| Lothar Klemm                                                            | 26. Januar 1994                                                      | Eichel I                                  | SPD                                 |
| Minister für Wirtschaft, Verkehr und Landesentwicklung                  |                                                                      |                                           |                                     |
| Lothar Klemm                                                            | 5. April 1995                                                        | Eichel II                                 | SPD                                 |
| Dieter Posch                                                            | 7. April 1999                                                        | Koch I                                    | FDP                                 |
| Alois Rhiel                                                             | 5. April 2003                                                        | Koch II                                   | CDU                                 |
| Dieter Posch                                                            | 5. Februar 2009 31. August 2010                                      | Koch III Bouffier I                       | FDP                                 |
| Florian Rentsch                                                         | 31. Mai 2012                                                         | Bouffier I                                | FDP                                 |
| Minister für Wirtschaft, Energie, Verkehr und Landesentwicklung         |                                                                      |                                           |                                     |
| Tarek Al-Wazir                                                          | 18. Januar 2014                                                      | Bouffier II                               | Grüne                               |
| Minister für Wirtschaft, Energie, Verkehr und Wohnen                    |                                                                      |                                           |                                     |
| Tarek Al-Wazir                                                          | 18. Januar 2019 31. Mai 2022                                         | Bouffier III Rhein I                      | Grüne                               |
| Minister für Wirtschaft, Energie, Verkehr, Wohnen und ländlicher Raum   |                                                                      |                                           |                                     |
| Kaweh Mansoori                                                          | 18. Januar 2024                                                      | Rhein II                                  | SPD                                 |